# Goldene Kamera 2004
Premiile Goldene Kamera în 2004 s-au acordat în Berlin.
| Goldene Kamera 2004                                         |
| ----------------------------------------------------------- |
| Nicolette Krebitz - cea mai bună actriță germană            |
| Suzanne von Borsody - cea mai bună actriță germană          |
| Dagmar Manzel - cea mai bună actriță germană                |
| Michael Mendl - cel mai bun actor german                    |
| Armin Rohde - cel mai bun actor german                      |
| Christoph Waltz - cel mai bun actor german                  |
| Jack Nicholson - cel mai bun film internațional             |
| Sylvester Stallone - cel mai bun film internațional         |
| Craig David - cel mai bun pop internațional                 |
| Jeanette Biedermann - cel mai bun pop german                |
| Das Wunder von Lengede - cel mai bun film TV german         |
| Im Schatten der Macht - cel mai bun film TV german          |
| Annas Heimkehr - cel mai bun film TV german                 |
| Louis Klamroth - tinere speranțe                            |
| Augsburger Puppenkiste - cea mai bună emisiune pentru copii |
| Naomi Campbell - cea mai bună publicitate                   |
| Stefan Raab - cel mai bun talkshow                          |
| Iris Berben - aniversare la TV                              |
| Guido Knopp - cel mai bun documentar TV                     |
| Tony Curtis - premiu onorific                               |